# Liste der Bodendenkmale in Sudwalde
In der Liste der Bodendenkmale in Sudwalde  sind die Bodendenkmale der niedersächsischen Gemeinde Sudwalde aufgeführt. Die Quelle ist der Denkmalatlas Niedersachsen.
- Bitte beachten Sie, dass diese Liste keinen Anspruch auf Vollständigkeit erhebt.
- Die Angaben ersetzen nicht die rechtsverbindliche Auskunft der zuständigen Denkmalschutzbehörde.
- Es sind nur Daten aus dem Denkmalatlas verarbeitet.
- Der Stand der Liste ist der 28. Mai 2025.

Sudwalde im Landkreis Diepholz

## Allgemein
In den Spalten finden sich folgende Informationen des Bodendenkmales:
| Lage         | geographische Koordinaten                                                           |
| Bezeichnung  | Bezeichnung lt. Denkmalatlas                                                        |
| Beschreibung | Beschreibung lt. Denkmalatlas                                                       |
| ID           | Objekt-ID                                                                           |
| Bild         | Bild, ggf. zusätzlich mit Link zu weiteren Fotos im Medienarchiv Wikimedia Commons. |

## Bensen
| Lage                        | Bezeichnung         | Beschreibung                                                                     | ID       | Bild |
| --------------------------- | ------------------- | -------------------------------------------------------------------------------- | -------- | ---- |
| 52° 49′ 24″ N, 8° 51′ 55″ O | Bensen 4, Grabhügel | Durchmesser ca. 12 m und Höhe ca. 0,6 m. Durch Überpflügen stark beeinträchtigt. | 35585057 | BW   |

## Menninghausen
| Lage                        | Bezeichnung                 | Beschreibung | ID       | Bild |
| --------------------------- | --------------------------- | --- | -------- | ---- |
| 52° 49′ 17″ N, 8° 50′ 1″ O  | Menninghausen 1, Grabhügel  | Durchmesser ca. 22 m und Höhe ca. 0,6 m. Von S nach N einzelne Fahrspur, am südwestlichen Fuß von Grenzwall berührt. Stark eingeebnet bzw. verflacht und daher im Gelände fast nicht mehr erkennbar.                                                                               | 35584443 | BW   |
| 52° 49′ 15″ N, 8° 50′ 5″ O  | Menninghausen 2, Grabhügel  | Durchmesser ca. 22 m und Höhe ca. 0,6 m. Mittig führt älterer Waldweg von 8 m Breite der 0,6 m tief eingeschnitten ist. | 35584460 | BW   |
| 52° 49′ 13″ N, 8° 50′ 5″ O  | Menninghausen 3, Grabhügel  | Durchmesser ca. 20 m und Höhe ca. 0,4 m. Mittig führt älterer Waldweg von 8 m Breite der 0,6 m tief eingeschnitten ist. | 35584477 | BW   |
| 52° 49′ 13″ N, 8° 50′ 11″ O | Menninghausen 4, Grabhügel  | Durchmesser ca. 17 m und Höhe ca. 0,5 m. Eingeebnet und im Westen und Süden von einer Fahrspur gestört. | 35584512 | BW   |
| 52° 49′ 15″ N, 8° 50′ 11″ O | Menninghausen 5, Grabhügel  | Größe ca. 16 × 17 m und Höhe ca. 1 m. Erst nicht nur überhöht, sondern auch stark überformt worden. Das ist direkte Folge der 1943 erfolgten Nachbestattung des Forstmeisters Friedrich August Christian Erdmann im Hügel, an den der auf dem Hügel befindliche Findling erinnert. | 35584529 | BW   |
| 52° 49′ 18″ N, 8° 50′ 15″ O | Menninghausen 6, Grabhügel  | Durchmesser ca. 18 m und Höhe ca. 1 m. Nordöstlichre Hangfuß von vermutlich mittelalterlichen Grenzwall überlagert. | 35584546 | BW   |
| 52° 49′ 19″ N, 8° 50′ 16″ O | Menninghausen 7, Grabhügel  | Durchmesser ca. 19 m und Höhe ca. 0,9 m. Kuppe verflacht und teilweise gemuldet. | 35584563 | BW   |
| 52° 49′ 10″ N, 8° 50′ 11″ O | Menninghausen 8, Grabhügel  | Durchmesser ca. 8 m und Höhe ca. 0,3 m. Stark beschädigt. Nördliches Viertel durch Waldweg zerstört. Im Gelände kaum mehr erkennbar. | 35584598 | BW   |
| 52° 49′ 26″ N, 8° 50′ 34″ O | Menninghausen 9, Grabhügel  | Durchmesser ca. 20 m und Höhe ca. 1,8 m. In der Kuppe ein kleines Kopfloch sowie etliche Tierbauten. | 35584633 | BW   |
| 52° 49′ 26″ N, 8° 50′ 35″ O | Menninghausen 10, Grabhügel | Durchmesser ca. 16 m und Höhe ca. 0,8 m. Südhälfte reicht in niedrigen Stubbenwall hinein. | 35584650 | BW   |
| 52° 49′ 32″ N, 8° 50′ 32″ O | Menninghausen 11, Grabhügel | Durchmesser ca. 12 m und Höhe ca. 0,8 m. Nördliche Viertel für Waldweg abgegraben. | 35584685 | BW   |
| 52° 49′ 31″ N, 8° 50′ 33″ O | Menninghausen 12, Grabhügel | Durchmesser ca. 19 m und Höhe ca. 1,1 m. Kopfloch (Dm. 5,6 m, Tiefe 0,5 m). | 35584702 | BW   |
| 52° 49′ 30″ N, 8° 50′ 32″ O | Menninghausen 13, Grabhügel | Durchmesser ca. 15 m und Höhe ca. 0,4 m. Stark einplaniert und nur noch schwer erkennbar. | 35584719 | BW   |
| 52° 49′ 29″ N, 8° 50′ 30″ O | Menninghausen 14, Grabhügel | Durchmesser ca. 21 m und Höhe ca. 1,1 m. Kuppe mit großem Kopfloch (Dm. 4,3 m, 0,3 m tief). | 35584736 | BW   |
| 52° 49′ 33″ N, 8° 50′ 22″ O | Menninghausen 15, Grabhügel | Durchmesser ca. 17 m und Höhe ca. 0,8 m. Über östlichen und nördlichen Fuß eine Fahrspur. | 35584770 | BW   |
| 52° 49′ 35″ N, 8° 50′ 14″ O | Menninghausen 16, Grabhügel | Größe ca. 24 × 17 m und Höhe ca. 0,8 m. Oval. Von NW nach SO von Fahrspur überquert. | 28960748 | BW   |
| 52° 49′ 38″ N, 8° 50′ 41″ O | Menninghausen 17, Grabhügel | Durchmesser ca. 20 m und Höhe ca. 1,4 m. Kopfloch (Dm. 10 m, Tiefe 0,7 m). | 35584805 | BW   |
| 52° 49′ 38″ N, 8° 50′ 39″ O | Menninghausen 18, Grabhügel | Durchmesser ca. 19 m und Höhe ca. 0,9 m. Kopfloch (Dm. 2,3 m, Tiefe 0,3 m). Kuppe abgeflacht. | 35584822 | BW   |
| 52° 49′ 37″ N, 8° 50′ 38″ O | Menninghausen 19, Grabhügel | Durchmesser ca. 20 m und Höhe ca. 0,7 m. Breite Fahrspuren. | 35584839 | BW   |
| 52° 49′ 42″ N, 8° 50′ 43″ O | Menninghausen 20, Grabhügel | Durchmesser ca. 14 m und Höhe ca. 0,7 m. Durch Pflügen des Waldbodens stark beschädigt. | 35584873 | BW   |
| 52° 49′ 44″ N, 8° 50′ 45″ O | Menninghausen 21, Grabhügel | Durchmesser ca. 14 m und Höhe ca. 1,2 m. Westliche zwei Drittel für Waldweg abgeräumt. | 35584891 | BW   |
| 52° 49′ 9″ N, 8° 50′ 12″ O  | Menninghausen 23, Grabhügel | Durchmesser ca. 18 m und Höhe ca. 0,6 m. Kuppe unregelmäßig überformt und der Nordfuß von ausgeprägter Wegspur überschnitten. | 35584927 | BW   |
| 52° 49′ 32″ N, 8° 50′ 26″ O | Menninghausen 26, Grabhügel | Durchmesser ca. 17 m und Höhe ca. 1,2 m. | 28960848 | BW   |
| 52° 49′ 35″ N, 8° 50′ 19″ O | Menninghausen 28, Grabhügel | Durchmesser ca. 18 m und Höhe ca. 0,7 m. Über südwestliches Drittel eine Wegespur. | 35584968 | BW   |
| 52° 49′ 37″ N, 8° 50′ 13″ O | Menninghausen 29, Grabhügel | Durchmesser ca. 17 m und Höhe ca. 0,9 m. West- und Ostfuß von je einer Fahrspur überprägt. | 49557948 | BW   |
| 52° 49′ 40″ N, 8° 50′ 22″ O | Menninghausen 30, Grabhügel | Durchmesser ca. 20 m und Höhe ca. 0,9 m. Quer über die Südhälfte tief eingeschnittene Fahrspur. | 49558046 | BW   |
| 52° 49′ 33″ N, 8° 50′ 1″ O  | Menninghausen 31, Grabhügel | Durchmesser ca. 19 m und Höhe ca. 0,9 m. Fahrspur von W nach O über die Kuppe. | 49558086 | BW   |
| 52° 49′ 33″ N, 8° 49′ 56″ O | Menninghausen 32, Grabhügel | Durchmesser ca. 19 m und Höhe ca. 0,7 m. | 49558133 | BW   |
| 52° 49′ 24″ N, 8° 50′ 51″ O | Menninghausen 34, Grabhügel | Durchmesser ca. 17 m und Höhe ca. 0,7 m. Durch Pflügen des Waldbodens stark beschädigt. | 49559114 | BW   |